# Gewöhnlicher Wassernabel
Der Gewöhnliche Wassernabel (Hydrocotyle vulgaris) ist eine Pflanzenart aus der Gattung der Wassernabel (Hydrocotyle) innerhalb der Familie der Araliengewächse (Araliaceae).

## Beschreibung

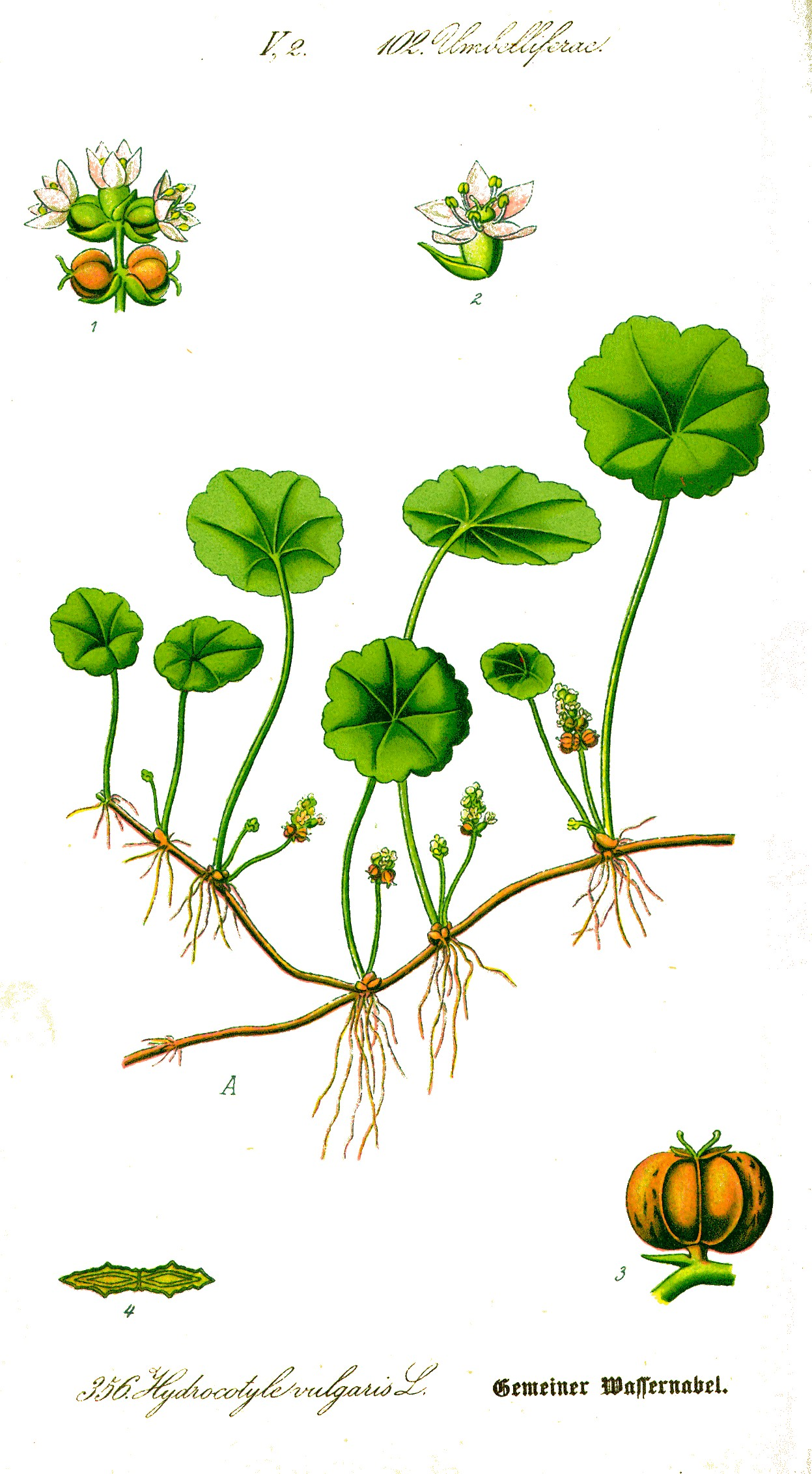
Illustration

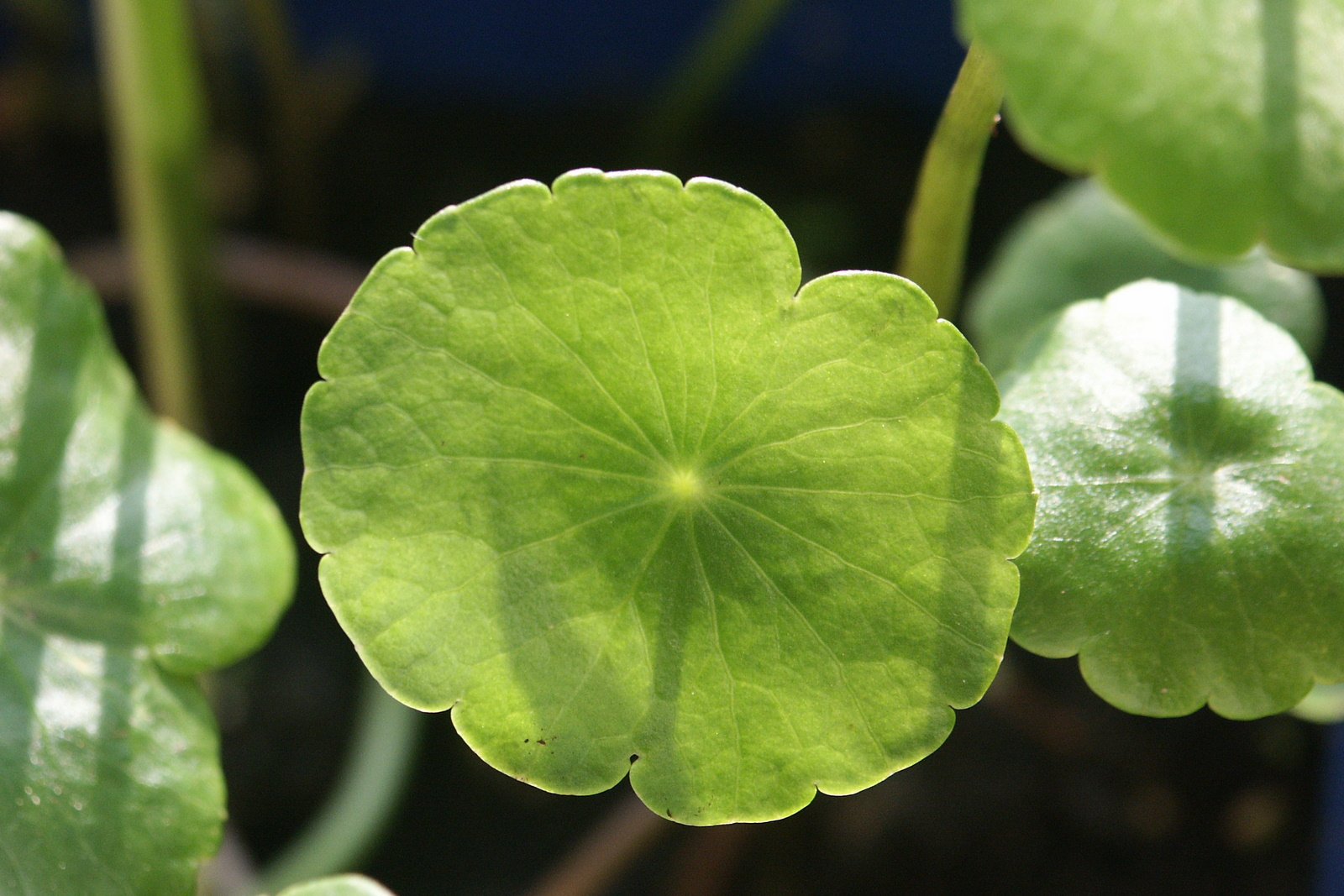
Schildförmiges Laubblatt

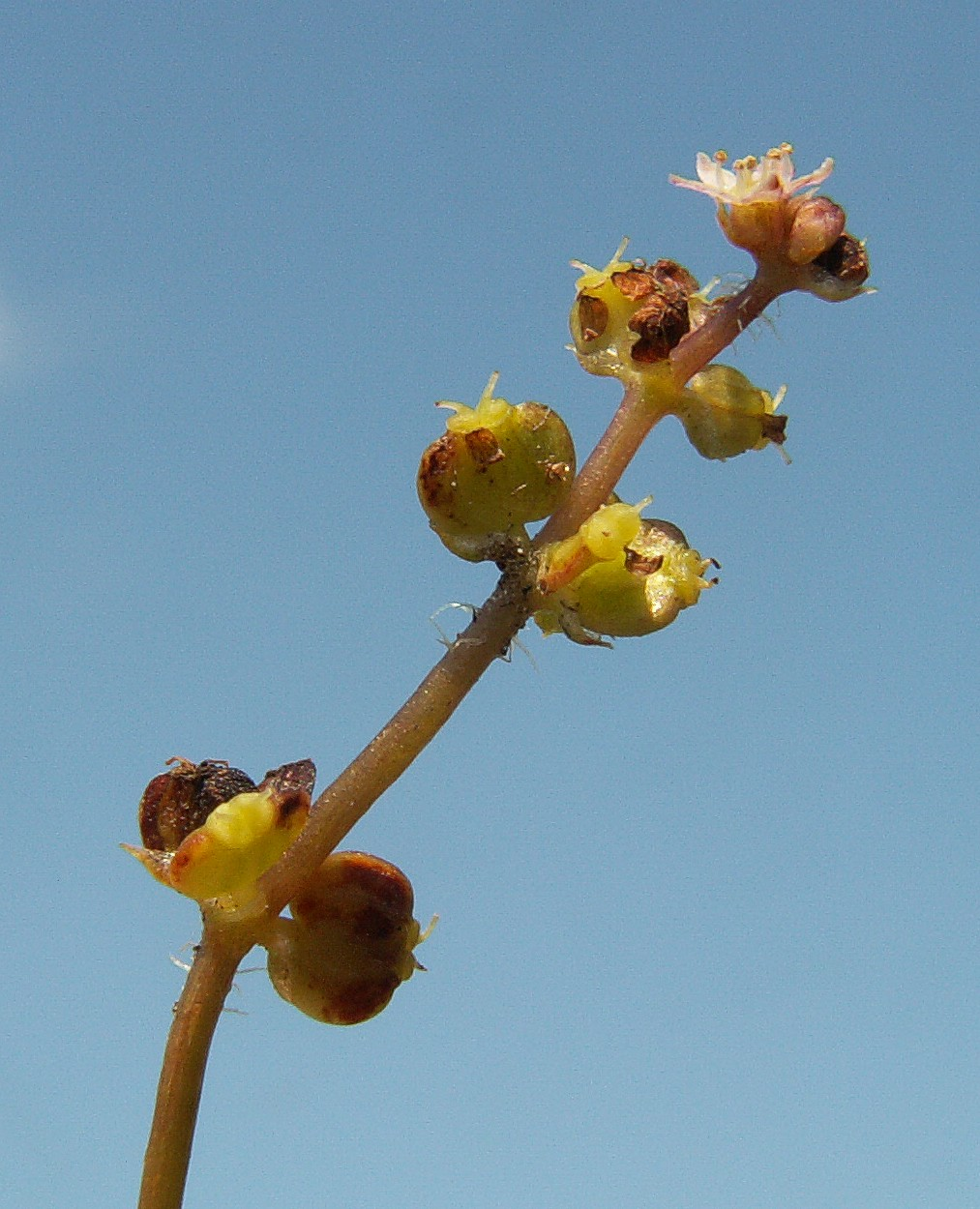
Blütenstand

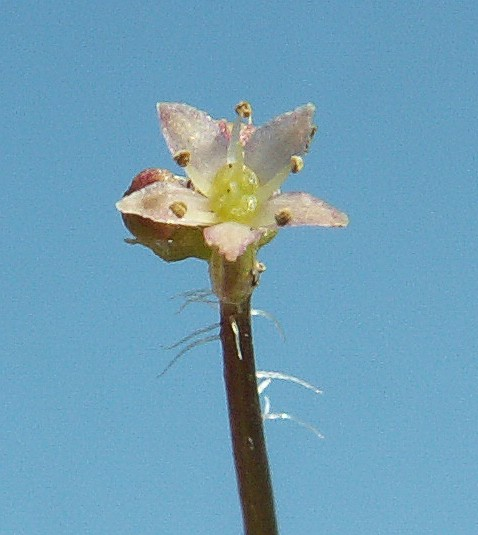
Blüte

### Vegetative Merkmale
Der Gewöhnliche Wassernabel wächst als ausdauernde krautige Pflanze und erreicht nur Wuchshöhen von 5 bis 20 Zentimetern. Diese Sumpfpflanze bildet zahlreiche, bis zu 1 Meter lange, kriechende Ausläufer. Die am Rand gekerbten, rundlichen, schildförmigen Laubblätter können einen Durchmesser von bis zu 4 Zentimetern haben, sind aber oft kleiner. Der Ansatz der langen, behaarten Blattstiele befindet sich in der Mitte der Blattunterseite. Die Blattoberseite ist frisch-grün, glänzt wächsern und zeigt eine deutliche, radiär verlaufende Nervatur.

### Generative Merkmale
Die Blütezeit reicht von Juli bis August. Die winzigen, unscheinbaren Blüten stehen in wenigblütigen doldigen Blütenständen oder Wirteln, wobei die Stiele des Blütenstands etwa halb so lang sind wie die der Blätter. Unter jeder Blüte steht ein eiförmiges, häutiges Hüllblatt.
Die Blüten sind zwittrig. Die Kronblätter sind grünlich, weiß oder rötlich, etwa 0,75 Millimeter lang und fast flach. Die Staubblätter sind kürzer als die Kronblätter. Der Griffel entspringt aus der Mitte jeder Hälfte des Griffelpolsters. Das Griffelpolster besteht aus zwei fast kugeligen Hälften.
Die Nussfrüchte sind 1,75 bis 2,5 Millimeter breit und breiter als hoch, flach, warzig und geflügelt.; am Grund und am oberen Ende etwas ausgerandet.

### Chromosomensatz
Die Chromosomengrundzahl beträgt x = 12; es liegt Octoploidie mit einer Chromosomenzahl von 2n = 96 vor.

## Ökologie
Der Gewöhnliche Wassernabel ist ein Hemikryptophyt bzw. eine Sumpfpflanze. Vegetative Vermehrung erfolgt durch Ausläufer.
Die Blüten öffnen sich selten; meist erfolgt Selbstbestäubung.
Hydrocotyle vulgaris ist ein Lichtkeimer.

## Vorkommen und Gefährdung
Das Verbreitungsgebiet des Gewöhnlichen Wassernabels umfasst die Azoren, Marokko, Portugal, Spanien, Frankreich, Korsika, Sizilien, Sardinien, Italien, die Schweiz, Österreich, Deutschland, Luxemburg, die Niederlande, Belgien, das Vereinigte Königreich, Irland, Island, Polen, Tschechien, Ungarn, Kroatien, die Slowakei, Litauen, Lettland, Estland, Dänemark, Norwegen, Schweden, Belarus, die Ukraine, Georgien, Aserbaidschan, Israel und Jordanien. In Algerien ist der Gewöhnliche Wassernabel ausgestorben. In Österreich kommt der Gewöhnliche Wassernabel nur im Waldviertel und im Bodensee-Gebiet vor und gilt als „vom Aussterben bedroht“. In Japan und im Staat New York ist Hydrocotyle vulgaris ein Neophyt.
Der Gewöhnliche Wassernabel ist in Europa subatlantisch (bis submediterran) verbreitet; er kommt vor allem in tieferen Lagen vor. Dementsprechend ist er in Deutschland im Norden häufiger; im Süden dagegen relativ selten. Er steigt in Oberbayern bis zu einer Höhenlage von 700 Meter auf.
Der Gewöhnliche Wassernabel gedeiht meist in den Biotopen Niedermoore, Sumpf- und Moorwiesen, Graben-, Schlenken- und Moortümpelränder, wo Standorte mit wechselnassen bis nassen, mäßig sauren bis neutralen, kalkarmen, aber etwas basenreicheren, offenen Torf-, Humus- und Anmoorböden besiedelt werden. Er gedeiht in Mitteleuropa in Pflanzengesellschaften der Klasse Scheuchzerio-Caricetea, der Ordnung Molinietalia und der Verbände Magnocaricion, Juncion squarrosi oder Hydrocotylo-Baldellion.
Die ökologischen Zeigerwerte nach Landolt et al. 2010 sind in der Schweiz: Feuchtezahl F = 4+w+ (nass aber stark wechselnd), Lichtzahl L = 3 (halbschattig), Reaktionszahl R = 3 (schwach sauer bis neutral), Temperaturzahl T = 4+ (warm-kollin), Nährstoffzahl N = 2 (nährstoffarm), Kontinentalitätszahl K = 2 (subozeanisch), Salztoleranz = 1 (tolerant).

## Taxonomie
Hydrocotyle vulgaris wurde 1753 durch Carl von Linné in Species Plantarum, Tomus I, S. 234 erstveröffentlicht. Ein Synonym für Hydrocotyle vulgaris ist Hydrocotyle peltata Salisb. Früher wurde diese Gattung zur Familie der Doldenblütler (Apiaceae) gestellt.

## Verwendung
In Wildpflanzengärten findet der Gewöhnliche Wassernabel für die Bepflanzung von Gartenteichen Verwendung. Auch als Aquarienpflanze wird der Gewöhnliche Wassernabel verwendet.
Der Gewöhnliche Wassernabel gilt als giftig und soll für Schafe schädlich sein. Der Gewöhnliche Wassernabel wurde früher als Herba Cotyledonis aquaticae als harntreibendes Mittel und als Wundmittel verwendet.